# カラク県
カラク県（カラクけん、アラビア語: محافظة الكرك）は、ヨルダンを構成する県（ムハーファザ）の1つである。
アンマンの南方に位置する。県の西方には死海南部が広がる。県都はカラク。

## 隣接する県
- マダバ県
- アンマン県
- マアーン県
- タフィラ県
- 南部地区 (イスラエル)

## 下位行政区画
- لواء عي (Liwā' ‘Āyy) ('Ayy)

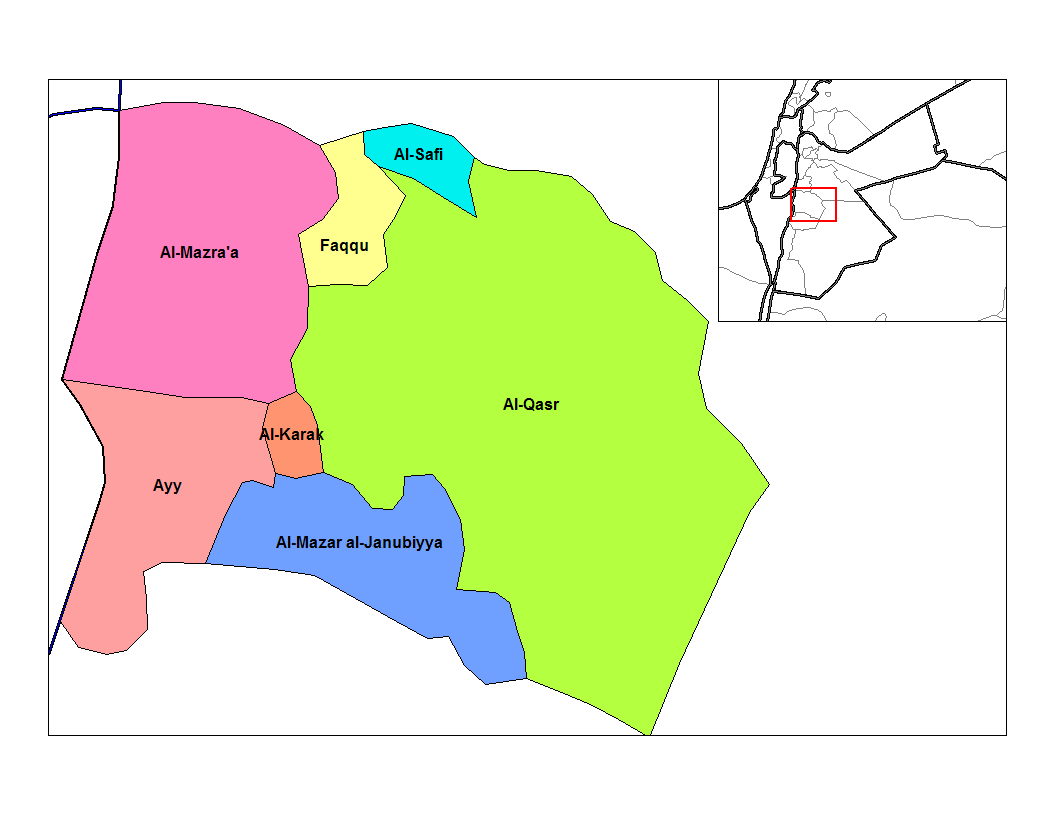
カラク県の郡

- لواء الأغوار الجنوبية (Liwā' al Aghwār al Janūbīyah) (Al-Āghwār al-Janūbī)
- لواء المزار الجنوبي (Liwā' al Mazār al Janūbī) (Al-Mazār al-Janūbī)
- لواء القصر (Liwā' al Qaşr) (Al-Qaṣr)
- لواء القطرانة (Liwā' al Qaţrānah) (Al-Qatraneh)
- لواء فقوع (Liwā' Faqqū‘) (Faqū'e)
- لواء قصبة الكرك (Liwā' Qaşabat al Karak) (Qaṣabah al-Karak)

## 関連項目

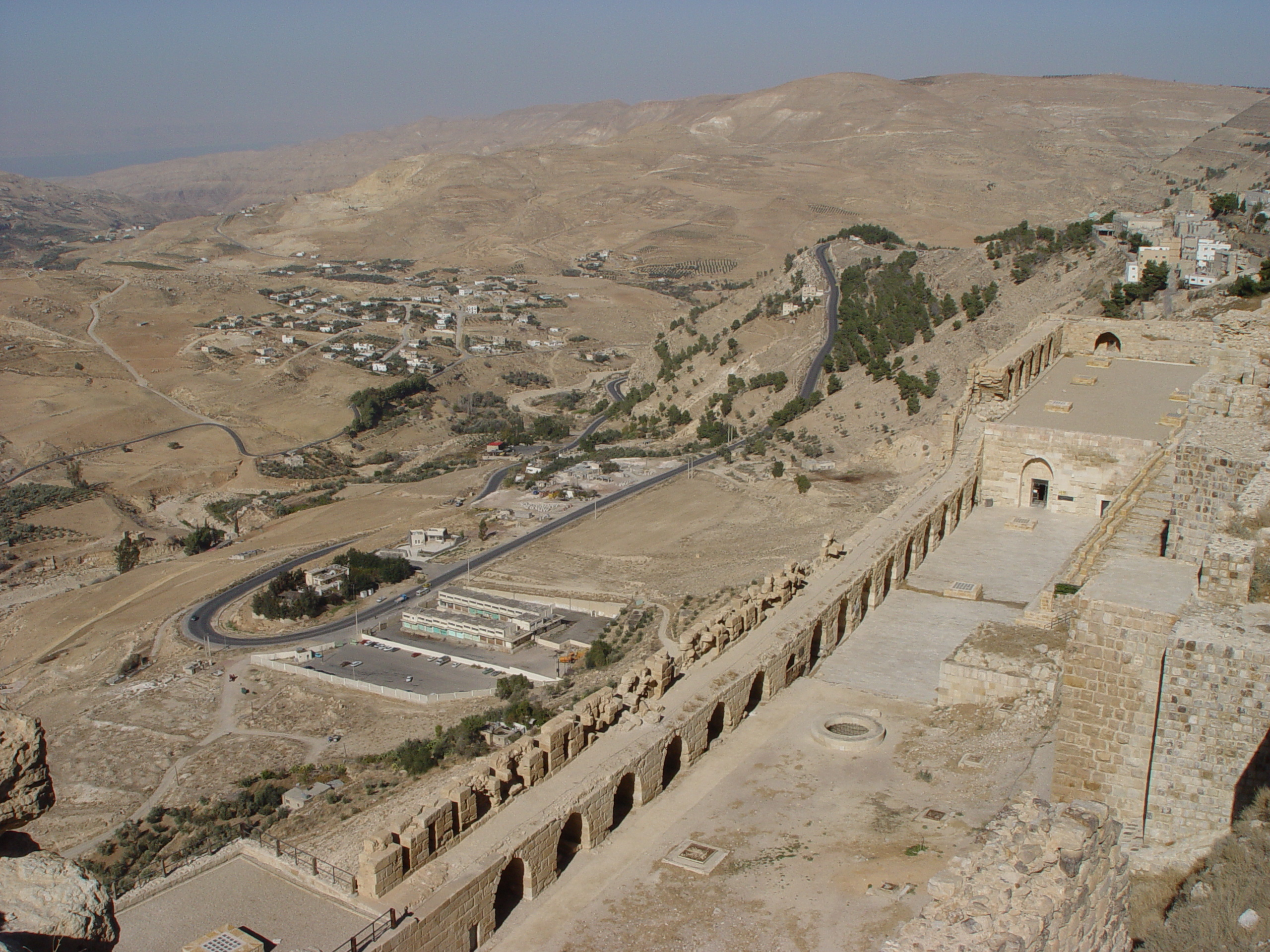
カラク城から見た死海方面